# Qinlingacris elaeodes
Qinlingacris elaeodes is een rechtvleugelig insect uit de familie Dericorythidae. De wetenschappelijke naam van deze soort is voor het eerst geldig gepubliceerd in 1979 door Yin & Chou.